# Vauffelin
Vauffelin (antiguamente en alemán Füglisthal) es una comuna suiza del cantón de Berna, situada en el distrito administrativo del Jura bernés. Limita al norte con la comuna de Plagne, al este con Romont, al sur con Pieterlen y Biel/Bienne, y al oeste con Orvin, Péry y Plagne.
Hasta el 31 de diciembre de 2009 situada en el distrito de Courtelary.

## Historia
De 1797 a 1815, Vauffelin perteneció a Francia, la comuna hacía parte del departamento de Monte Terrible, y a partir de 1800, al departamento del Alto Rin, al cual el departamento de Monte Terrible fue anexado. En 1815, luego del Congreso de Viena, el territorio del antiguo Obispado de Basilea fue atribuido al cantón de Berna. 
Actualmente la comuna hace parte de la región del Jura bernés, la parte francófona del cantón de Berna.